# Maximiliaan van Leuchtenberg

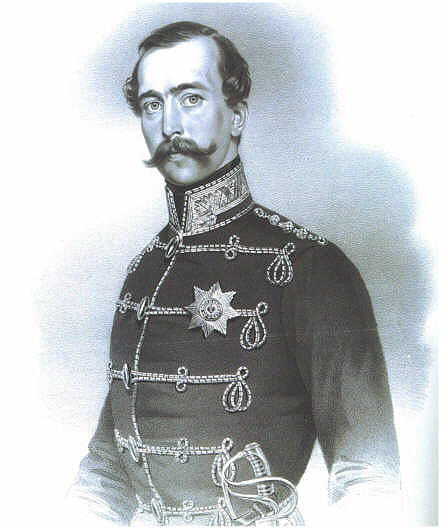
Maximiliaan van Leuchtenberg

Maximiliaan Jozef Eugène August Napoleon de Beauharnais (München, 2 oktober 1817 – Sint-Petersburg, 1 november 1852), 3e hertog van Leuchtenberg en vorst van Eichstätt, was het zesde kind en de tweede zoon van Eugène de Beauharnais en Augusta van Beieren, dochter van Maximiliaan I Jozef van Beieren.
Hij werd opgevoed en wetenschappelijk geschoold onder leiding van zijn moeder en werd na de dood van zijn oudere broer August in 1835 hertog van Leuchtenberg. Op 14 juli 1839 trad hij in het huwelijk met Maria Nikolajevna, dochter van Nicolaas I van Rusland, waardoor hij het predicaat Keizerlijke Hoogheid en de rang van generaal-majoor ontving. Hij stierf op 1 november 1852 en werd in Leuchtenberg opgevolgd door zijn zoon Nicolaas.
Uit zijn huwelijk met Maria werden zeven kinderen geboren, van wie er zes de volwassen leeftijd bereikten. Deze ontvingen in 1852 van Nicolaas I het predicaat Keizerlijke Hoogheid en de titel prins Romanovski/prinses Romanovskaja.
- Alexandra Maksimilianovna (1840-1843)
- Maria Maksimilianovna (1841-1914), gehuwd met Willem van Baden, moeder van Max van Baden
- Nicolaas Maksimilianovitsj (1843-1891), 4e hertog van Leuchtenberg
- Eugénie Maksimilianovna (1845-1925), gehuwd met Alexander van Oldenburg
- Eugène Maksimilianovitsj (1847-1901)
- Sergej Maksimilianovitsj (1849-1877)
- George Maksimilianovitsj (1852-1912), gehuwd met Therese van Oldenburg, daarna met Anastasia, dochter van Nicolaas I van Montenegro

- Gemeinsame Normdatei: 116958200
- International Standard Name Identifier: 0000 0000 1040 1781
- Système universitaire de documentation: 254669891
- Virtual International Authority File: 62313663